# Dyskusja naukowa
Dyskusja naukowa (ang. scientific discussion) – rozpatrywanie zagadnień drogą szeregu pytań i odpowiedzi, wymiany myśli przez pytania i odpowiedzi, stawiania i wykazywania słuszności twierdzeń oraz ich krytykowania. Jest dialogiem dwóch lub więcej osób, czy to w formie ustnej, czy to w formie wypowiedzi pisemnych – listów, publikacji naukowych. Stanowi jedną z odmian dyskusji.
Dyskusja naukowa jest ważnym, ale tylko pomocniczym środkiem w pracy naukowej; nie jest metodą roboczą pracy naukowej.
Odmianą dyskusji naukowej jest spór naukowy, który w odróżnieniu od dyskusji naukowej nie jest ograniczony w czasie ani przestrzeni.

## Elementy dyskusji naukowej
Elementy a zarazem etapy dyskusji naukowej to:
- Stawianie twierdzeń i ich uzasadnianie.
- Krytyka twierdzeń i uzasadnień, przez wskazanie na błędy lub przez uzupełnianie i wskazywanie nowych punktów widzenia.
- Stopniowe precyzowanie, porządkowanie myśli.
- Uzgadnianie stanowisk, czego rezultatem może być uznanie pewnego poglądu na rozważane zagadnienie.

## Rola dyskusji naukowych
Dyskusja, przez starcie sprzecznych stanowisk, a zarazem naświetlenie problemu z różnych stron, mobilizuje jej uczestników, stanowiąc bodziec do refleksji nad własnymi koncepcjami i pracami, a w konsekwencji – do dalszej pracy.
Wartość dyskusji leży w wyjaśnieniu pewnych problemów, ich roli, struktury, powiązań z innymi. Dzięki dyskusji wychodzą także na jaw błędy i braki czyjejś wiedzy. Wychodzi również - co jest szczególnie istotne w przypadku wypowiedzi pisemnych - niejasne lub niedostateczne objaśnienie pewnych spostrzeżeń co do problemu; dyskusja służy wtedy niejako poprawie, redakcji tekstu naukowego.
Choć dyskusja sama przez się nie przynosi nowej wiedzy o faktach to uprzytamnia ową wiedzę uczestnikom dyskusji. Jest to szczególnie cenne w czasach, gdy pojawia się wiele publikacji naukowych, a dostęp do nich jest utrudniony.